# Линкольн-Лэнд
Колледж Линкольн-Лэнд (англ. Lincoln Land Community College, LLCC) — общественный муниципальный двухгодичный колледж в Спрингфилде (штат Иллинойс, США). Он имеет филиалы в разных городах, включая Бирдстаун, Джексонвилл, Личфилд и Тейлорвилл (штат Иллинойс). Главный кампус находится менее чем в полумиле от Иллинойсского университета в Спрингфилде.

## История
Колледж был основан в 1967 году, первые студенты начали обучение в колледже 23 сентября 1968 года. Члены Совета попечителей, администраторы и преподаватели LLCC, а также местные жители, которые в основном были фермерами, воспользовались Законом о муниципальных колледжах 1965 года, чтобы предоставить высококачественные, доступные и экономически эффективные образовательные возможности в центральной части штата Иллинойс. Президент-основатель, два администратора и семь попечителей набрали команду из менее чем 30 преподавателей и сотрудников и арендовали помещение на южной окраине Спрингфилда. На первые занятия в колледже записалось около 850 студентов. Этим первым студентам предлагалось на выбор 13 курсов по электронной обработке данных. Студентам также предлагалось 115 курсов под названием «Искусство и науки» и дополнительная группа из 103 предметов под названием «Профессиональные и технические курсы».
В 1974 году колледж Линкольн-Лэнд переехал в свой нынешний главный кампус по адресу 5250 Шеперд-роуд. Занятия проводятся днём, вечером и в выходные дни в главном кампусе, в центрах в Бирдстауне, Хиллсборо, Джексонвилле, Личфилде и Тейлорвилле; в авиационном центре Levi, Ray and Shoup, Авиационном центре, больнице Святого Иоанна в Спрингфилде; а также онлайн.

## Спорт
Спортивный клуб колледжа, Lincoln Land Loggers состоит из 7 спортивных команд, представляющих колледж Линкольн-Лэнд в различных дисциплинах, в том числе в бейсболе, мужском и женском баскетболе, женском футболе, софтболе, женском волейболе, киберспорте. Команды колледжа участвуют в соревнованиях Национальной атлетической ассоциации юниорских колледжей. Бейсбольная команда колледжа Линкольн-Лэнд дважды становилась чемпионом мировой серии Juco, в 1994 и в 2000 годах.
Бейсбольная команда колледжа играет на бейсбольном поле Клод Крачик, баскетбольные команды и волейбольная команда играют в спортивном зале Касс, футбольная команда играет на футбольном поле Линкольн-Лэнд, софтбольная команда играет на софтбольном поле Линкольн-Лэнд, а команда киберспортсменов играет в Esports Arena.

## Выпускники
- Джастин Аллгайер[англ.], гонщик команды NASCAR JR Motorsports[англ.];
- Ричард Остин[англ.], политик и бывший генерал-адъютант штата Иллинойс;
- Кэтлин Вайнхаут[англ.], сенатор штата Висконсин[8];
- Тим Уилкерсон[англ.], гонщик NHRA[англ.] Funny Car[англ.];
- Ник Матон[англ.], профессиональный бейсболист.